# Gholamreza Nikpey
Gholamreza Nikpey (Isfahan, 1927 – Teheran, 11 aprile 1979) è stato un politico iraniano, vice primo ministro dell'Iran e sindaco di Teheran, ucciso dal neo-nato regime islamico.

## Biografia
Sindaco della capitale Teheran dal 1969 al 1977, nel maggio di quell'anno accolse il primo Presidente della Costa d'Avorio, Félix Houphouët-Boigny.
Venne giustiziato l'11 aprile 1979, in seguito alla rivoluzione islamica. Il suo caso venne esaminato da Amnesty International, che riscontrò le accuse di "corruzione sulla terra" e "tradimento" e definì il processo "non equo".